# Caio Narcio
Caio Narcio Rodrigues da Silveira (Uberlandia, 21 de Agosto de 1986 — São Paulo, 16 de agosto de 2020) foi um cientista social e político brasileiro, filiado ao PSDB. Foi deputado federal por Minas Gerais na legislatura 2015-2019.
Natural de Uberlândia, Caio era graduado em Ciências Sociais pela Pontifícia Universidade Católica de Minas Gerais. Era filho do ex-deputado federal Narcio Rodrigues.
Caio foi eleito presidente do Diretório Central dos Estudantes da PUC Minas  e do CEUNIR - Conselho Universitário de Minas Gerais em 2010, além de Presidente da Juventude Estadual do PSDB, eleito em 2011.

## Biografia

### Início de vida e educação
Caio Narcio era filho do político Narcio Rodrigues e Ana Cássia. Caio cresceu em meio ao ambiente político aos nove anos acompanha o pai, o deputado Narcio Rodrigues, em campanhas pelo interior de Minas Gerais. O interesse pela política veio aos doze anos, enquanto acompanhava seu pai em uma pequena cidade do interior. Narcio Rodrigues participava da entrega de banheiros residenciais quando uma senhora se aproximou do deputado "e com lágrimas nos olhos agradeceu a ele, dizendo que aquele banheiro, tinha dado dignidade à família dela." Aos 15 anos, Caio tornou-se diretor do Jornal do Campo, fundado pelo pai que é jornalista, e administrado pela mãe Ana Cássia.
Antes de entrar na faculdade, Caio Narcio fez intercâmbio em Vancouver e Montreal no Canadá, onde morou por dois anos, com um intervalo de seis meses no Brasil, no país, aprendeu o idioma francês e o inglês.
Na PUC Minas (Pontifícia Universidade Católica de Minas Gerais) formou-se cientista social. No meio do curso acadêmico partiu para a  França  onde estudou Ciências Política na Universidade de Sorbonne, uma das mais conceituadas do mundo.

### Movimento Estudantil
Após retornar da França, participou em 2008 da criação do grupo Práxis que disputou e venceu as eleições para o Diretório Acadêmico de Ciências Sociais, em 2009, participou e ajudou a eleger a chapa “ Voz dos Estudantes” para o Diretório Central dos Estudantes. No ano seguinte este grupo se reelegeu com o nome “Voz dos Estudantes II” ,  tendo Caio Narcio como presidente.
No meio acadêmico foi  idealizador e fundador do Conselho Estudantil  Universitário – CEUNIR – que reúne, entre seus associados, os  princiapaos  DCEs e DAs das principais universidades de Belo Horizonte e que arbitra em favor dos interesses dos estudantes de todas as universidades membro.

### Juventude do PSDB
Em 2011 assume o comando da Juventude do PSDB de Minas Gerais, partido em que se filiou em 2006, seguindo os passos do pai. Foi eleito presidente do PSDB Jovem por aclamação.  
Sua gestão criou mais de 200 diretórios em todas as  regiões do Estado. A JPSDB mobilizou-se, modernizou-se, fez-se presente no espaço virtual, envolveu a militância e criou uma agenda positiva para juventude tucana. Em 2013, Caio Narcio foi reeleito com 97% dos votos em eleição aberta a todos os jovens filiados do estado, mantendo o ritmo de trabalho, a JPSDB MG conta hoje com mais de 300 diretórios jovens.

### Deputado Federal
Em 2014, foi eleito Deputado Federal com 101.040 votos, sendo o 3º Deputado Federal mais jovem de Minas Gerais. Na Câmara, foi membro-titular das comissões de Educação e da Comissão Minas de Planos, Orçamentos Públicos e Fiscalização e foi membro-suplente da Comissão de Minas, Energia e da Comissão de Ciência e Tecnologia, Comunicação e Informática.  Em 2017 foi eleito presidente da Comissão de Educação da Câmara dos Deputados.
Votou a favor do afastamento no processo de impeachment de Dilma Roussef e durante o voto elogiou seu pai, o ex-deputado Narcio Rodrigues, que menos de um mês depois foi preso, acusado  de envolvimento num esquema que teria desviado catorze milhões de reais da SECTES quando era Secretário da pasta. Meses depois a prisão de Narcio Rodrigues foi declarada ilegal pra unanimidade dos ministros da turma do STJ. Até hoje não  se provou nada sobre Narcio Rodrigues. O processo continua correndo, mas várias ilegalidades já foram reconhecidas.
Já no Governo Michel Temer, votou a favor da PEC do Teto dos Gastos Públicos.. Em abril de 2017 foi favorável à Reforma Trabalhista. Em agosto de 2017 votou contra o processo em que se pedia abertura de investigação do então presidente Michel Temer, ajudando a arquivar a denúncia do Ministério Público Federal.
Em 2018, Caio Narcio foi acometido por uma doença grave, Meningoencefalite que o deixou internado por 2 meses na UTI. Saiu do hospital faltando 10 dias para a convenção,  tentou a reeleição para o cargo. Mesmo tendo votação superior a 3 deputados federais eleitos por Minas Gerais de 40.832 votos, não foi o suficiente para se reeleger dentro da sua coligação. 
Caio Narcio tinha uma empresa de consultoria na área tecnológica, de gestão estratégica e comunicação digital a Simple Touch. 
.

### Morte
Caio Narcio morreu no dia 16 de agosto de 2020, aos 33 anos. No início de julho, Narcio havia testado positivo para COVID-19 e lutava desde 2018 contra Meningoencefalite.

## Homenagens Post mortem

### Centro Municipal de Educação Infantil (CMEI) emGovernador Valadares
O Centro Municipal de Educação Infantil (CMEI) Deputado Caio Narcio Rodrigues da Silveira foi inaugurado em 2022 na cidade de Governador Valadares. A escola foi construída do zero, em um espaço com 2.400 m² de área total com salas climatizadas, banheiro infantil com trocadores, playground, refeitório e cozinha. O prefeito André Merlo contou um pouco da sua parceira com o deputado Caio Narcio e justificou a escolha da homenagem: “É com muita alegria que estamos nesta inauguração. No primeiro mandato tivemos algumas dificuldades com aprovação de obras públicas, nós não recebíamos repasse de Brasília para a educação e também para outros setores. Mas o deputado Caio Narcio nos ajudou. Ainda muito novo, ele conseguiu ser presidente da Comissão da Educação da Câmara Federal. Assim, através da sua influência e ajuda, começamos a caminhar e ter hoje uma educação de referência. Através da boa política conseguimos entregar obras importantes. Temos muito que agradecer ao deputado”.

### Escola Municipal emItapagipe
Inaugurada no fim de 2020, a escola conta com 12 salas de aula, quadra coberta, blocos administrativos, laboratórios, refeitório, muros e estacionamento. São cerca de 4.000m² de área construída para atender cerca de 800 alunos. O projeto é padrão do FNDE e a denominação se deu em homenagem póstuma ao parlamentar que viabilizou os recursos para o município.